# Танкер
Та́нкер (на английски: tanker) е морски или речен плавателен съд, предназначен за превоз на течни товари.
Корпусът му е метален, разделен с прегради на множество отсеци. Състои се от разделени резервоари / танкове (на английски: tank [tæŋk] цистерна, резервоар, казан/ от които произхожда името на съда) – отделни резервоари, в които се налива течният товар. Обемът на всеки един от тях може да е от 600 до 10 000 m³ и повече за голямотонажните танкери.
Първият танкер в света е „Зороастр“, построен 1877 г. и дедуейт около 250 тона.
Най-разпространени са нефтените танкери, но с тях могат да се превозват също и вино, и вода, както и други течности като меласа и амоняк.
Също танкер се нарича и специализиран самолет-цистерна, предназначен за дозареждане във въздуха на летателни апарати.

## Категории танкери
Категории танкери – в зависимост от дедуейта:
- GP (General Purpose) – малотонажни танкери (6000 – 16 499 t); използват се за специални превози, в т.ч. за превоз на битуми;
- GP – танкери с общо предназначение (16 500 – 24 999 t); използват се за превоз на нефтопродукти;
- MR (Medium Range) – среднотонажни танкери (25000 – 44999 t); за превоз на нефт или нефтопродукти;
- LR1 (Large/Long Range1) – oiler – голямотонажни танкери 1 клас (45000 – 79 999 t); използват се за превоз на тъмни нефтопродукти;
- LR2 – голямотонажни танкери 2 клас (80 000 – 159 999 t);
- VLCC (Very Large Crude Carrier) – голямотонажни танкери 3 клас (160 000 – 320 000 t);
- ULCC (Ultra Large Crude Carrier) – супертанкери (над 320 000 t); за превоз на от Средния Изток до Мексиканския залив.
- FSO (Floating Storage and Offloading unit) – супертанкери (над 320 000 t); за съхраняване и прехвърляне на нефт на по-малки танкери.

| Клас              | Дължина | Ширина | Газене | Типичен мин. дедуейт | Типичен макс. дедуейт |
| ----------------- | ------- | ------ | ------ | -------------------- | --------------------- |
| Seawaymax         | 226 m   | 24 m   | 7,92 m | 10 000 t             | 60 000 t              |
| Panamax           | 228,6 m | 32,3 m | 12,6 m | 60 000 t             | 80 000 t              |
| Aframax           | 253.0 m | 44,2 m | 11,6 m | 80 000 t             | 120 000 t             |
| Suezmax           |         |        | 16 m   | 120 000 t            | 200 000 t             |
| VLCC (Malaccamax) | 330 m   | 60 m   | 20 m   | 200 000 t            | 320 000 t             |
| ULCC              |         |        |        | 320 000 t            | 550 000 t             |

## Съвременните танкери
След няколко големи аварии, получили широк резонанс  в края на 20 век, се забранява строителството на танкери с одинарна обшивка (еднокорпусни танкери).
Най-големият танкер в света е норвежкият супертанкер „Knock Nevis“. Историята на този съд започва в Япония през 1976 г. (някои източници, неизвестно защо указват 1975) на стапелите на компанията Sumitomo Heavy Industries. Тогава този гигант се ражда под скромния сериен номер „1016“ и е предаден на гръцки корабовладелец, който дава първото име на кораба – „Seawise Giant“. В 1981 година „Knock Nevis“ е преоборудван. Заварени са допълнителни секции, които увеличават дедуейта (вместимостта) от 480 000 тона на 564 763 тона, или 658 362 m³. Дължината му е 458,45 метра, а ширината – 68,86 метра, газене при пълно натоварване – 24,61 метра. Максималната му скорост е 13 възела, екипажът – 40 души. В близко бъдеще не се очаква първенството му да не бъде застрашено.

## Танкерите в киното
- Нефтоналивния танкер „Ексон Валдез“ е база на „пушачите“ във филма „Воден свят“ от 1995 г.

## Галерия
- Танкера Front Stratus
- Строящия се танкер Batillus в док
- Супертанкера AbQaiq
- Танкера „Георгий Ушаков“
- Зареждане с гориво на контейнеровоз от танкер